# أمنمحات سنبف
أمنمحات سنبف (بالإنجليزية: Amenemhat Senbef)‏ (Mehibtawy Sekhemkare Amenemhat Sonbef)، كان فرعونًا مصريًا من الأسرة الثالثة عشر خلال المرحلة الانتقالية الثانية وفقاً لعلماء المصريات كيم ريهولت ، ويورغن فون بيكيراث وداريل بيكر. و كان الملك الثاني من الأسرة الثالثة عشر، وكانت فترة حكمه من 1800 ق. م. حتى 1796 ق.م.